# ソリゴール
ソリゴール（Soligor ）とは、
1. ドイツのレンズメーカー、およびそのブランド名。
2. 日本のカメラ、写真レンズのブランド名。

製品に関してはミランダのカメラ製品一覧も参照されたい。
ソリゴールは元々は日本のカメラ、写真レンズのブランドで、世界中に輸出されていた。ソリゴールの名称の由来は[Solid Gold]の発音から名付けられたものと思われる。この時期の製品は主に日本のメーカーがOEMしたもので、1955年頃から写真レンズ、カメラ、カメラアクセサリーを展開したが、日本ではソリゴールの名を冠した会社は存在しなかった。
1968年頃、米国の商社AIC（Allied Inpex Corporation / ミランダ製品の他に、バウエル製品・ミノックス製品など西ドイツ製カメラも取り扱っていたため、ドイツの企業という記述がなされることもある）のミランダカメラ買収に伴い、ドイツにソリゴール社が設立された。この会社と日本のソリゴールブランド製品とは技術的なつながりはないとする研究者が多い。

## 日本のブランドであった時代の製品の概要

### 写真レンズ
レンズマウント交換式であったソリゴールレンズには一眼レフカメラ用の超広角レンズ17mmF4から望遠レンズ800mmF8までがラインナップされ、そのほとんどに各種一眼レフカメラ用交換マウントが用意されていた。このレンズマウント交換式はタムロン、コムラーなどが有名だが、ソリゴールも日本のレンズマウント交換式の先駆であり、特にT2マウント成立以前に同様の交換式システムがあったことは注目に値する。
全般的には廉価なシリーズ展開だったが、中には高価な大口径レンズもあった。それらは輸出用だったため国内では知られていないことが多く、そのような大口径レンズがしばしば逆輸入され日本のカメラユーザーを驚かせた。
当初はプリセット絞りであったが1960年代には一眼レフカメラの自動絞りに対応し、TTLメーターにも連動するAUソリゴールシリーズも開発されプリセット絞りタイプと併売された。
ソリゴールミランダはミランダカメラのシステムの一部で、ミランダマウント固定非交換型であった。

### カメラ
120フィルムを使用する二眼レフカメラ、一眼レフカメラ、135フィルムを使用した24×36mm（ライカ）判のレンズシャッター式カメラ、一眼レフカメラなどがあったが国内販売はなかった。フジタ66やプラクチカマウントのミランダもソリゴールのブランドで販売された。

### カメラアクセサリー
フラッシュ、接写撮影装置などが主であり、レンズ同様ミランダカメラのシステムの一部であった。ミランダカメラとソリゴールの製品は意匠が少し変えられており、ソリゴール製品はミランダカメラよりも若干安い価格設定だった。